# Elapoidis fusca
Elapoidis fusca (темно-сіра земляна змія) — вид змій родини полозових (Colubridae). Мешкає в Індонезії.

## Поширення і екологія
Темно-сірі земляні змії відомі за кількома зразками, зібраними на Яві та Калімантані на території Індонезії. Можливо, вони також присутні в Малайзії. Ці змії живуть у вологих тропічних лісах в горах і передгір'ях, на висоті від 800 до 1800 м над рівнем моря. Ведуть наземний, напівриючий спосіб життя.